# Cyathea suprastrigosa
Cyathea suprastrigosa är en ormbunkeart som först beskrevs av Hermann Christ och fick sitt nu gällande namn av William Ralph Maxon. Cyathea suprastrigosa ingår i släktet Cyathea och familjen Cyatheaceae. Inga underarter finns listade.